# Porcieu-Amblagnieu
Porcieu-Amblagnieu é uma comuna francesa na região administrativa de Auvérnia-Ródano-Alpes, no departamento de Isère. Estende-se por uma área de 15,8 km². Em 2010 a comuna tinha 1 816 habitantes (densidade: 114,9 hab./km²).